# بلاس روميرو
بلاس روميرو (بالإسبانية: Blas Romero)‏ (2 فبراير 1966 بسان لورينزو في باراغواي - ) هو مدرب كرة قدم ولاعب كرة قدم باراغواياني في مركز central midfielder ‏. شارك مع منتخب باراغواي لكرة القدم. أما مع النوادي، فقد لعب مع أونس كالداس ونادي أتليتيكو بيلغرانو ونادي ليبرتاد ونادي كونسيبسيون ‏ وClub Sportivo San Lorenzo ‏.

## وصلات خارجية
- بلاس روميرو على موقع قاعدة بيانات كرة القدم.إي يو (الإنجليزية)
- بلاس روميرو على موقع ناشيونال فوتبول تيمز (الإنجليزية)